# مسافرخانه کلاچایگ

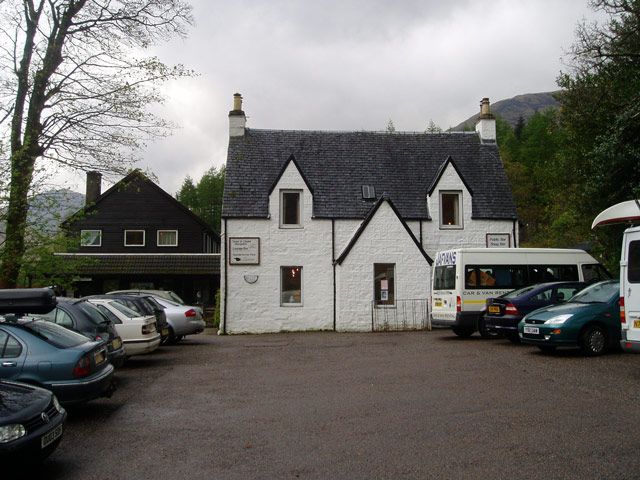
یک تصویر از نمای بیرونی مسافرخانه کلاچایگ

مسافرخانه کلاچایگ یک هتل و میخانه در گلن کو، لاخابر، هایلند، اسکاتلند است. این مسافرخانه بین پیاده‌روان و کوهنوردانی که برای بازدید از کوه‌های اطراف می‌آیند، محبوب است.
این مسافرخانه در سمت انتهای غربی گلن در مرجع شبکه NN126567، در حدود ۳ کیلومتری جنوب شرقی روستای مدرن گلنکو، در جاده قدیمی درست در شمال جاده تنه A82 قرار دارد. در پای کلاچایگ گالی، یک مسیر نزولی نامطمئن به سمت غرب خط الراس آوناچ اگاچ قرار دارد، و در سراسر گلن به سمت شانه غربی کاملا عمودی بیدین نام بیان قرار دارد.
فیلم‌های ساقدوش و هری پاتر و زندانی آزکابان در این محل ساخته شد.

## منبع
- ویکی‌پدیای انگلیسی